# 葛榮·三摩羅羅頓
葛榮居士（Godwin Samararatne，1932年9月6日—2000年3月22日）是近代斯里蘭卡的禪修大師之一。在1980年他辭去圖書館管理員之職而遷入甘迪的尼藍毗禪修中心（Nilambe Meditation Centre）擔任禪修指導師。

## 生平與教法
葛榮·三摩羅羅頓在1932年9月6日，在斯里蘭卡的甘迪出生。其父是甘迪上一點的漢灘（Hantane）的小山上的茶園中的主要行政職員，而其母則是家庭主婦。他有三兄弟及四位姊妹，最小的妹妹出生時就夭折了，而最大的哥哥則在結婚當天死於車禍。他的兩位兄弟名菲力及克他，而他的三位姊妹名多羅菲、馬條達、苙舒米。
葛榮在甘迪就讀法王中學，他的好朋友斯利·古拿溫達拿（Siri Gunawardana）後來出家成為著名比丘，並在甘杜波打國際內觀中心（Kanduboda International Vipassana Meditation Center）擔任禪師，他成為那兒的禪修學生，並在1956年中學畢業後，在當地的圖書館擔任管理員，直到1979年。
1960年起，葛榮居士積極協助美國維珍尼亞大學的伊恩·斯蒂文森教授研究斯里蘭卡的輪迴個案，直到1988年，史蒂文森教授完成研究計劃。而在這段期間，葛榮居士亦與士提芬蓀教授合作撰寫關於輪回的文章，1977年，他亦受到邀請而前往美國維珍尼亞。
1977年前後，葛榮居士開始協助在甘迪醫院心理治療室工作的Dr. L. Rodrigo。這項工作令他游走於甘迪的不同醫院、診所、中心做輔導及治療的工作，直到他往生。
1979年，有位甘迪的富商捐了他的茶園出來建立禪修中心，這就是後來的尼藍毗禪修中心。葛榮居士被邀請般入該中心做管家，他毅然辭去圖書館管理員的職位，遷入禪修中心，及後成為禪修指導師。
這間禪修中心開始時是由Ven S Dhammika、Yogacara Rahula和Joseph Goldstein指導，後由葛榮禪師作禪修中心的主要指導師。
1980年，他開始被世界各地的居士邀請到各國教導禪修，如瑞士、德國、英國、南非、接著是香港、台灣及新加坡。
至1990年代，他受邀到各國教授禪修越來越多，歐洲、亞洲及非洲，直到最後一次到非洲後不久，因肝退化而往生。他教授禪修不只教南傳各國的佛教徒，亦教大乘佛教徒及基督教的傳教士及信徒。
葛榮禪師往生後，他的兩位朋友開始收集關於他的手稿及在全球的記錄。

## 著作
Buddhist teachings
- 葛榮居士: 談佛教禪修.佛教出版社，甘迪 2002, ISBN 955-24-0233-0.
- 葛榮居士：住於正知，Jeanne Mynett編輯，尼藍毗佛教禪修中心，甘迪，2006
- 葛榮居士：Lebendig durch Achtsamkeit. Anleitungen zur Meditationspraxis. Waldhaus Verlag, Nickenich 2005, ISBN 3-937660-00-3.
- 葛榮居士：每日禪修.佛教文化中心，可倫波 2006.
- 葛榮居士：見空.In: Sumana Ratanayaka (ed.): Buddhist Studies in Honour of Venerable Kirindigalle Dhammaratana. Vidumina Pirivena, Pujapitiya (Sri Lanka), 2007, S. 191-198.
- 葛榮居士：生命是吾師.葛榮居士禪修講錄1988，南傳佛教叢書編譯組，葛榮禪修同學會出版，2004，ISBN 962-644-059-7
- 葛榮居士：看好思想與情緒.In: Rod Bucknell and Chris Kang (eds.):禪修路.閱讀理論與佛教禪修實踐.Curzon Press, Richmond 1997, S. 136-145, ISBN 0-7007-0677-1.（這講錄亦為尼藍毗禪修中心以刊物印刷，2007）.
- 葛榮居士：佛教禪修路（葛榮在香港1997的講座）.Inward Path Publisher, Penang, 2007. ISBN 983-3512-31-3.
- 葛榮居士：從禪修中學習，1996及1998年在荷蘭的禪修講座，transcribed and edited by Peter van Leeuwan, revised by Jeanne Mynett. Nilambe Buddhist Meditation Center Trust Board, Kandy, 2009).
- 葛榮居士：從禪修中發現，1996在德國Waldhaus的禪修講座，2nd edition edited by Jeanne Mynett and Esther Thien. Awaken Publications, Singapore, 2009.
- 葛榮居士：從禪修中發現, 以錫蘭語, translated Asoka Padmini Bandara, Nilambe Buddhist Meditation Center Trust Board, Kandy, 2010
- 葛榮居士: 記念葛榮居士, 收集葛榮居士的講座及其生命及教法的節錄欣賞, edited and compiled by Dennis Candy and Sampath Dissanayake. Nilambe Buddhist Meditation Trust Board, Kandy, 2010.

## 外部連結
- 葛榮居士的網頁 （页面存档备份，存于）英文網頁包含葛榮居士的開示mp3、相片及其他。
- 葛榮居士的網頁 （页面存档备份，存于）中文網頁，由英文版翻譯。